# James P. Clarke
James P. Clarke (Yazoo City, 1854. augusztus 18. – Little Rock, 1916. október 1.) az Amerikai Egyesült Államok szenátora (Arkansas, 1903–1916).